# Skeidsnutane
Skeidsnutane är en bergstopp i Antarktis. Den ligger i Östantarktis. Norge gör anspråk på området. Toppen på Skeidsnutane är 2 885 meter över havet.
Terrängen runt Skeidsnutane är huvudsakligen kuperad, men västerut är den platt. Skeidsnutane ligger uppe på en höjd som går i nord-sydlig riktning. Trakten är obefolkad. Det finns inga samhällen i närheten. 